# 越冬
越冬，又稱过冬，是指一些生物度过或等待冬季结束的过程，或度过一年中極其寒冷或零度以下的温度以及結冰、下雪等惡劣天氣條件的過程。冬眠和迁徙是動物完成越冬的两种主要方式。动物也可能在冬季进入蟄伏状态。

## 另見
- 避寒
- 避暑